# Jorvan Vieira
Jorvan Vieira blev ansat som træner for det irakiske landshold i 2007, på en 1-årig kontrakt.
Han har også været læge.

## Succes
Vieira styrede det irakiske landshold af sted fra kvalifikationen til Asian Cup til finalen, hvor Irak var videre efter en semi-finale gyser som endte 4-3 til Irak efter straffe.
Mange irakere kaldte ham som en af de bedste der har trænet det irakiske landshold.

## Nedtur og fyring
Vieiras kontrakt blev forlænget med et år til så den udløb ved 2008.
Mange irakere havde store forventninger til ham og holdet til Golf Cuppen, men skuffende endte irakerne med 1 point, (tabte 3-1 og 4-0 og uafgjort 1-1) hvilket var skuffende.
Vieira blev så fyret efter Golf Cuppens afslutning.